# Pedro López de Padilla I
Pedro López de Padilla I, noble castellano que ocupó importantes oficios durante los últimos años del reinado de Fernando IV.

## Biografía
Aunque su filiación es actualmente desconocida, Pedro López pudo haber sido pariente muy cercano de García López de Padilla, maestre de Calatrava entre 1297 y 1329, «tal y como sugieren la coincidencia del patronímico y el cognomen». Su matrimonio con Teresa Díaz le permitió hacerse con el señorío de las villas de Frómista y Requena. En 1299 el rey Fernando IV le confirmó un antiguo privilegio de Alfonso VIII sobre la permuta del castillo de Frías por Frómista, Celada, Herreruela, Robredo y San Felices de Pernía. Cuatro años después, en 1304, recibió la justicia y el resto de los derechos reales sobre los cinco lugares citados.
En 1302, Pedro llegó a un acuerdo con su cuñado Fernán Ibáñez de Frómista por el cual conservaba algunos vasallos en Frómista y Requena a cambio de pagarle 8000 maravedíes, que se sumaban a los 12 000 desembolsados anteriormente. En diciembre de 1304, en una celebración solemne que tuvo lugar en los palacios que el matrimonio Padilla tenía en Frómista, cerca de la iglesia de San Martín, Pedro López compensaba económicamente su cuñada Urraca Díaz por la donación que había hecho a su esposa de todas sus propiedades en Frómista y en otros lugares. Al año siguiente, el matrimonio recibía por renuncia de Diego Gómez de Castañeda ciertos bienes situados en Liébana y otros lugares.
En 1304 donó algunos bienes que tenía en Arjona a la Orden de Calatrava y recibió a cambio el usufructo vitalicio de Vallunquera, cerca de Castrojeriz, para él y su hijo Juan. El 3 de agosto de ese mismo año el rey le concedió la jurisdicción, pechos y otros derechos sobre la villa de Padilla de Yuso, en la merindad de Castrojeriz, salvo la moneda forera. Se trataba del solar primitivo de la familia y del cual, a mediados del siglo XIV, sus nietos figurarían como señores naturales.
Pedro López aparece confirmando varios privilegios de Fernando IV. En 1304 fue uno de los testigos del acuerdo entre el monarca y Alfonso de la Cerda, por el cual este último renunciaba a sus derechos sobre la Corona castellanoleonesa a cambio de la entrega de un importante señorío. Su encumbrada posición lo llevó a desempeñar un gran número y variedad de oficios en la administración castellanoleonesa. Fue adelantado mayor de León y Asturias (1307-1308) y de Galicia (1307), justicia mayor de la casa del rey (1310-1312), alcalde de las alzadas del reino de Castilla (1312) y merino mayor de Castilla (1314).
Aunque Diego Catalán piensa que podría estar vivo en 1330, cuando su nombre figura en los manuscritos de las ordenanzas de la Orden de la Banda, para Rodríguez-Picavea Matilla es seguro que se trata de otro miembro de su linaje, probablemente su nieto, Pedro López de Padilla II. Él habría muerto en algún momento entre 1314 y 1325, sucediéndole en el linaje su hijo Juan Fernández de Padilla I.

## Matrimonio y descendencia
Pedro López casó con Teresa Díaz, quien fuera hija de Juan Díaz de Frómista, señor de Frómista y poblador de Requena. De este matrimonio nacieron:
- Juan Fernández de Padilla I, sucesor del linaje y en quien en junio de 1326 el monarca Alfonso XI confirmó las donaciones de Frómista, Celada, Herreruela, Robredo y San Felices de Pernía.[8]
- Mencía de Padilla, que casó con el ricohombre Juan Rodríguez de Cisneros, señor de Castrillo y Guardo, adelantado mayor de León y Asturias y guarda mayor del cuerpo del rey.[8]